# Taraji P. Henson
Taraji Penda Henson (/təˈrɑːdʒi/ tə-RAH-jee; sinh ngày 11 tháng 9 năm 1970) là một nữ diễn viên người Mỹ.

## Danh sách phim

### Điện ảnh
| Năm  | Phim                                                 | Vai diễn              | Ghi chú                 |
| ---- | ---------------------------------------------------- | --------------------- | ----------------------- |
| 1998 | Streetwise                                           | Tammy                 |                         |
| 2000 | The Adventures of Rocky and Bullwinkle               | Left-Wing Student     |                         |
| 2001 | Baby Boy                                             | Yvette                |                         |
| 2002 | Book of Love: The Definitive Reason Why Men Are Dogs | Date #4/Ghetto Girl   |                         |
| 2004 | Hair Show                                            | Tiffany               |                         |
| 2005 | Hustle & Flow                                        | Shug                  |                         |
| 2005 | Four Brothers                                        | Camille Mercer        |                         |
| 2005 | Animal                                               | Ramona                |                         |
| 2006 | Something New                                        | Nedra                 |                         |
| 2006 | Smokin' Aces                                         | Sharice Watters       |                         |
| 2007 | Talk to Me                                           | Vernell Watson        |                         |
| 2008 | The Family That Preys                                | Pam Evans             |                         |
| 2008 | The Curious Case of Benjamin Button                  | Queenie               |                         |
| 2009 | Not Easily Broken                                    | Clarice Clark-Johnson |                         |
| 2009 | Hurricane Season                                     | Dayna Collins         |                         |
| 2009 | I Can Do Bad All by Myself                           | April Jones           |                         |
| 2010 | Date Night                                           | Detective Arroyo      |                         |
| 2010 | The Karate Kid                                       | Sherry Parker         |                         |
| 2010 | Peep World                                           | Mary                  |                         |
| 2010 | Once Fallen                                          | Pearl                 |                         |
| 2011 | The Good Doctor                                      | Nurse Theresa         |                         |
| 2011 | Larry Crowne                                         | B'Ella                |                         |
| 2011 | Kevin Hart: Laugh at My Pain                         | Taraji                | Cameo                   |
| 2011 | From the Rough                                       | Catana Starks         |                         |
| 2012 | Think Like a Man                                     | Lauren Harris         |                         |
| 2013 | Madly Madagascar                                     | Okapi (voice)         | Short film              |
| 2014 | Think Like a Man Too                                 | Lauren Harris         |                         |
| 2014 | No Good Deed                                         | Terri Granger         | Also executive producer |
| 2014 | Top Five                                             | Herself               | Cameo                   |
| 2016 | Term Life                                            | Samantha Thurman      |                         |
| 2016 | Hidden Figures                                       | Katherine Johnson     |                         |
| 2018 | Proud Mary                                           | Mary Goodwin          | Also executive producer |
| 2018 | Acrimony                                             | Melinda Gayle         |                         |
| 2018 | Ralph Breaks the Internet                            | Yesss (lồng tiếng)    |                         |
| 2019 | What Men Want                                        | Ali Davis             | Also executive producer |
| 2019 | The Best of Enemies                                  | Ann Atwater           |                         |
| 2020 | Coffee & Kareem                                      | Vanessa Manning       |                         |
| 2021 | Mary J. Blige's My Life                              | Herself               |                         |
| 2022 | Minions: The Rise of Gru                             | Belle Bottom (voice)  | Completed               |
| 2023 | The Color Purple                                     | Shug Avery            | Filming                 |
| TBA  | Time Alone                                           | Anna                  | Also producer           |

### Truyền hình
| Năm           | Tiêu đề                                  | Vai                             | Ghi chú                                                                                   |
| ------------- | ---------------------------------------- | ------------------------------- | ----------------------------------------------------------------------------------------- |
| 1997          | The Parent Hood                          | Aida                            | Episode: "Fast Cash"                                                                      |
| 1997          | Sister, Sister                           | Briana                          | Episode: "Two's Company"                                                                  |
| 1997–98       | Smart Guy                                | Monique / Leslie                | 3 episodes                                                                                |
| 1998          | ER                                       | Patrice Robbins / Elan          | 2 episodes                                                                                |
| 1998          | Saved by the Bell: The New Class         | Girl #3                         | Episode: "Loser"                                                                          |
| 1998–99       | Felicity                                 | R.A. #2 / Art Student           | 2 episodes                                                                                |
| 1999          | Pacific Blue                             | Rhonda                          | Episode: "The Right Thing"                                                                |
| 2000          | Satan's School for Girls                 | Paige                           | Movie                                                                                     |
| 2000          | Strong Medicine                          | Crystal                         | Episode: "Drug Interactions"                                                              |
| 2001          | Murder She Wrote: The Last Free Man      | Bess Pinckney                   | Movie                                                                                     |
| 2002–04       | The Division                             | Inspector Washington            | 14 episodes                                                                               |
| 2004          | All of Us                                | Kim                             | Episode: "In Through the Out Door"                                                        |
| 2005          | Half & Half                              | Gabrielle                       | Episode: "The Big How to Do & Undo It Episode"                                            |
| 2005          | House                                    | Moira                           | Episode: "Spin"                                                                           |
| 2006          | CSI: Crime Scene Investigation           | Christina                       | Episode: "I Like to Watch"                                                                |
| 2007–08       | Boston Legal                             | Whitney Rome                    | 17 episodes                                                                               |
| 2008          | Eli Stone                                | Angela Scott                    | 3 Episodes Season 2: "The Humanitarian", "Happy Birthday, Nate" and "Help!"               |
| 2010          | The Cleveland Show                       | Chanel Williams (voice)         | Episode: "Brotherly Love"                                                                 |
| 2011          | Taken from Me: The Tiffany Rubin Story   | Tiffany Rubin                   | Movie                                                                                     |
| 2011–13, 2015 | Person of Interest                       | Detective Jocelyn "Joss" Carter | 55 episodes                                                                               |
| 2014          | Season Of Love                           | Jackie                          | Lifetime movie, also executive producer                                                   |
| 2015–20       | Empire                                   | Cookie Lyon                     | Main role                                                                                 |
| 2015          | FIFA Women's World Cup                   | Herself/Narrator                | FIFA Women's World Cup Final                                                              |
| 2015, 2018    | Lip Sync Battle                          | Herself                         | Episodes: "Terrence Howard vs. Taraji P. Henson" pts 1 & 2, "Michael Jackson Celebration" |
| 2015          | Saturday Night Live                      | Herself (host)                  | Episode: "Taraji P. Henson/Mumford & Sons"                                                |
| 2015          | Live! with Kelly and Michael             | Herself/co-host                 | March 16 episode                                                                          |
| 2015          | Taraji and Terrence's White Hot Holidays | Herself/co-host                 | Special, also executive producer                                                          |
| 2016–17       | Taraji's White Hot Holidays              | Herself/host                    | Specials, also producer                                                                   |
| 2016          | Ice Age: The Great Egg-Scapade           | Ethel (voice)                   | Special                                                                                   |
| 2017          | The Simpsons                             | Praline (voice)                 | Episode: "The Great Phatsby"                                                              |
| 2017          | Carpool Karaoke: The Series              | Herself                         | Episode: "Alicia Keys & John Legend"                                                      |
| 2019          | Tuca & Bertie                            | Terry (voice)                   | Episode: "Sweetbeak"                                                                      |
| 2021          | Nickelodeon's Unfiltered                 | Herself                         | Episode: "As Seen On Burrito"                                                             |
| 2021          | Legendary                                | Herself (Guest Judge)           | Episode: "Pop Art"                                                                        |
| 2021          | Muppets Haunted Mansion                  | Constance Hatchaway             | Special                                                                                   |
| 2021          | Annie Live!                              | Miss Hannigan                   | Television special                                                                        |
| 2022          | RuPaul's Drag Race                       | Herself                         | Special guest judge                                                                       |
| 2022          | That's My Jam                            | Herself/Guest                   | Along with Taika Waititi, Rita Ora, Normani                                               |